# Лассен, Георг
Георг Лассен (нем. Georg Lassen; 12 мая 1915, Берлин-Штеглиц — 18 января 2012, Кальвиа, Мальорка, Испания) — немецкий офицер-подводник, капитан 3-го ранга (1 апреля 1945 года), участник Второй мировой войны.

## Биография
Образование получил в морской кадетской школе. Службу начал 25 сентября 1935 года кадетом. 1 июля 1936 года произведен в фенрихи, 1 апреля 1938 года — в лейтенанты.

## Вторая мировая война
С августа 1939 года служил 1-м вахтенным офицером на подлодке U-29, которой командовал капитан-лейтенант Отто Шухарт. Во время службы Лассена на этой лодке она потопила 12 кораблей (водоизмещением 80 688 брт.) и торпедировала авианосец «Корейджес».
3 января 1941 года назначен командиром лодки U-29, которая вошла в состав 24-й учебной флотилии и в военных походах не участвовала.
14 сентября 1941 года сдал командование лодкой и 16 октября был назначен командиром U-160 (Тип IX-C) 10-й флотилии. В первом же походе к берегам США (март — апрель 1942 года) Лассен потопил 6 судов (водоизмещением 43 560 брт.).
10 августа 1942 года награждён Рыцарским крестом Железного креста.
В сентябре — декабре 1942 года, проводя патрулирование в районе Карибских островов, Лассен потопил 10 судов общим водоизмещением 58 235 брт.
В ночь на 4 марта 1943 года Лассен менее чем за 5 часов потопил 6 судов водоизмещением 41 076 брт., за что 7 марта 1943 года был награждён Рыцарским крестом с дубовыми листьями.
Всего на U-160 Лассен совершил 4 похода (находился в плавании 328 суток).
С 14 июня 1943 года командир роты и преподаватель тактики 1-й учебной подводной дивизии находящейся в Пиллау. 22 октября 1944 года получил Знак подводника с бриллиантами.
Всего за время военных действий Лассен потопил 26 судов общим водоизмещением 156 082 брт. и повредил 5 судов водоизмещением 34 419 брт.